# Lipnik (Bielsko-Biała)
Lipnik (niem. Kunzendorf) – dzielnica zwyczajowa Bielska-Białej położona we wschodniej części miasta, dawna wieś założona w XIII wieku i przyłączona do miasta Białej w 1925. W zależności do przyjętych kryteriów definicja Lipnika może się znacznie różnić: Lipnik historyczny (dawna gmina w granicach sprzed 1925) ma powierzchnię 20,76 km², do której wliczają się również Leszczyny, Złote Łany, Osiedle Grunwaldzkie, część Obszarów i Krzemionki. Jeszcze o nieco większy jest obręb ewidencyjny Lipnik odpowiadający granicom wsi ustalonym w 1787 (z drobną korektą w 1844). Natomiast istniejąca od 2002 jednostka pomocnicza gminy o tej nazwie obejmuje jedynie mniej niż połowę Lipnika historycznego, konkretnie jego centralną i wschodnią część u podnóża Beskidu Małego.
Współczesne potoczne rozumienie nazwy Lipnik bliższe jest tej drugiej definicji i w tym znaczeniu jest to dzielnica o charakterze przedmiejskim z przewagą rozproszonej zabudowy jednorodzinnej. Dzieli się nieformalnie na Lipnik Dolny w dolinie Niwki i wyżej położony Lipnik Górny.

## Położenie
Granice obrębu ewidencyjnego Lipnik (kod TERYT 246101_1.0032), które są tożsame z granicami dawnej wsi z XVIII i XIX wieku, wyznaczają:
- na północy: linia przecinająca zakłady NEMAK Poland przy ulicy Komorowickiej, ulica Konwaliowa, rzeka Krzywa, linia biegnąca w osi północ–południe między zakładami Bispol a ulicą Czerwoną na wschód od ulicy Niezapominajek, ulica Czerwona, ulica Orchidei, linia biegnąca po zachodniej stronie drogi ekspresowej S1 (obwodnicy wschodniej) pokrywająca się częściowo z ulicą Księży Las i Ametystową do wysokości węzła drogowego Suchy Potok, linia biegnąca przez niezabudowane tereny około 300–500 m na północ od ulicy Witosa i przedłużenie ulicy Krzemionki – granica z Komorowicami i Hałcnowem
- na wschodzie: granica administracyjna Bielska-Białej z gminą Kozy
- na południu: ulica Matecznik i linia na jej przedłużeniu, ulica Wspólna i linia na jej przedłużeniu, nieregularna linia biegnąca na południe od ulicy Langiewicza i tworząca cypel w rejonie przecięcia ulicy Langiewicza z drogą ekspresową S1 i Doliny Złotego Potoku, następnie linia prosta biegnąca na wschód od ulicy Brackiej i Jeździeckiej w pobliżu drogi ekspresowej S1, ulica Wczasowa, linia kolejowa nr 139 (przystanek Bielsko-Biała Leszczyny jest podzielony) i ulica Piaskowa – granica ze Straconką i Mikuszowicami Krakowskimi
- na zachodzie: rzeka Biała, następnie linia przecinająca centrum handlowe Gemini Park, ulica Leszczyńska, od mostu w ciągu ulicy Leszczyńskiej ponownie rzeka Biała do okolic wiaduktu kolejowego, następnie ulica Sempołowskiej, Dworkowa, Zielona, Rychlińskiego, Broniewskiego, nieregularna linia w rejonie placu Opatrzności Bożej pozostawiająca po stronie Lipnika południową pierzeję placu, ale poza nią kościół Opatrzności Bożej, i przecinająca dawną likiernię Grossa, potem ulica Wyzwolenia do wysokości zakładów Polsport i dawnego cmentarza żydowskiego, ulica Towarzystwa Szkoły Ludowej i linia nieistniejącej już młynówki między ulicą Komorowicką a Nadbrzeżną, a dalej od mostu w ciągu ulicy Mostowej ponownie rzeka Biała – granica z Kamienicą, Żywieckim Przedmieściem, Białą oraz Dolnym Przedmieściem

Granice osiedla Lipnik jako jednostki pomocniczej gminy zgodnie z samorządowym podziałem administracyjnym wprowadzonym w 2002 wyznaczają:
- na północy: linia kolejowa nr 117 – granica z osiedlem samorządowym Hałcnów
- na wschodzie: granica administracyjna Bielska-Białej z gminą Kozy
- na południu: Dolina Złotego Potoku i linia na północ od zabudowań Osiedla Langiewicza – granica z osiedlem samorządowym Straconka oraz Złote Łany
- na zachodzie: nieregularna linia w pobliżu ulicy Krynicznej, Tkaczy i Świerkowej, ulica Krakowska, ulica Róż i ścieżka stanowiąca przedłużenie ulicy Przybyszewskiego – granica z osiedlami samorządowymi Grunwaldzkie i Biała Krakowska

Obręb Lipnik ma powierzchnię ponad 20 km² i tereny wchodzące w jego skład należą w sumie do dziesięciu osiedli samorządowych, poza tym o nazwie Lipnik (o powierzchni 8,93 km²) są to: Biała Krakowska, Biała Północ, Biała Śródmieście, Biała Wschód, Grunwaldzkie, Hałcnów, Leszczyny, Straconka, Złote Łany.
Potoczne rozumienie Lipnika współcześnie pokrywa się zgrubsza z osiedlem samorządowym. Świadomość przynależności do niego np. Leszczyn, Krzemionek, części ulicy Komorowickiej, a nawet fragmentu śródmiejskiej ulicy 11 Listopada jest nikła, choć występują relikty nazewnicze, takie jak przystanek kolejowy Bielsko-Biała Lipnik usytuowany na Osiedlu Grunwaldzkim.
Dzisiejszy Lipnik w znaczeniu węższym jest dzielnicą o charakterze przedmiejskim z przewagą rozproszonej zabudowy jednorodzinnej, która rozwija się na skutek procesów suburbanizacyjnych. W jego ramach wyróżnia się:
- Lipnik Dolny (centrum dzielnicy z kościołem Narodzenia NMP i rejon ulicy Lipnickiej)
- Lipnik Górny (wyżej i bardziej na wschód położony rejon ulicy Krakowskiej i Polnej)
- Wróblowice (najbardziej na wschód wysunięty przysiółek pod granicą z Kozami)
- Osiedle Lipnickie (osiedle domów jednorodzinnych w rejonie ulicy Brzóski, Wielkopolskiej i Lubelskiej)

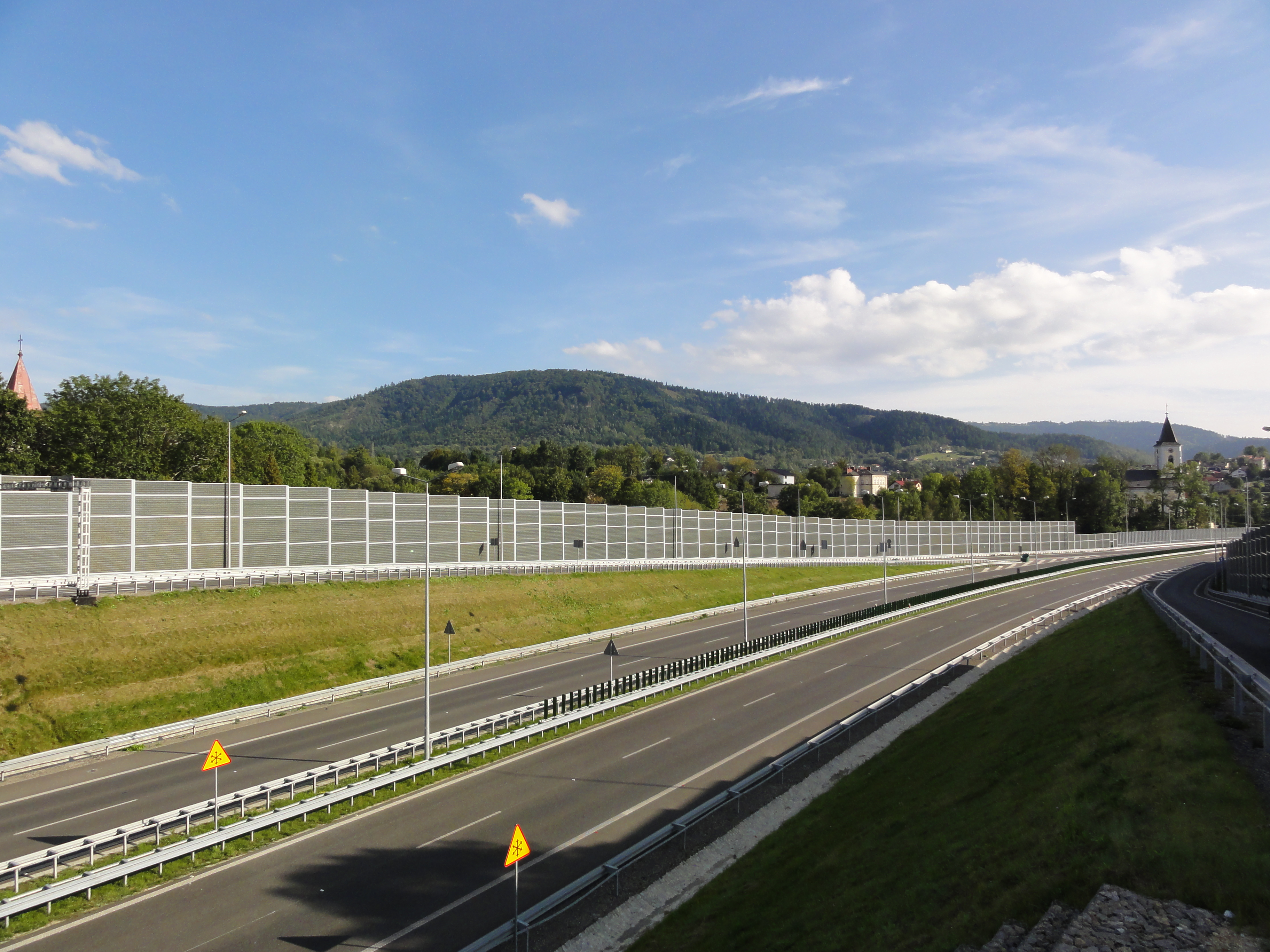
Widok na Gaiki z centrum Lipnika

Leży na Pogórzu Śląskim u podnóża Beskidu Małego, konkretnie szczytów Gaiki (808 m n.p.m.) i Czupel (654 m n.p.m.). Tereny górskie wchodzą w skład Parku Krajobrazowego Beskidu Małego. Wieś rozwinęła się w dolinie Niwki, która w swoim górnym biegu dzieli się na kilkanaście potoków źródłowych. Szczególnie cenne przyrodniczo są tereny przylegające do jednego z nich nazywanego Złotym Potokiem, gdzie zaproponowane zostało utworzeniu zespołu przyrodniczo-krajobrazowego „Dolina Złotego Potoku”. Ponad doliną Niwki górują Pierwszy i Drugi Kopiec Lipnicki o wysokości odpowiednio 368 i 435 m n.p.m. – na pierwszym rozkłada się osiedle mieszkaniowe nazywane osiedlem Dygasińskiego lub Na Kopcu Lipnickim należące do jednostki pomocniczej gminy Biała Krakowska, drugi to okolice wysypiska śmieci i schroniska dla zwierząt w Lipniku Górnym. Od północy i wschodu kopce opływa druga lipnicka rzeka – Krzywa.

## Historia

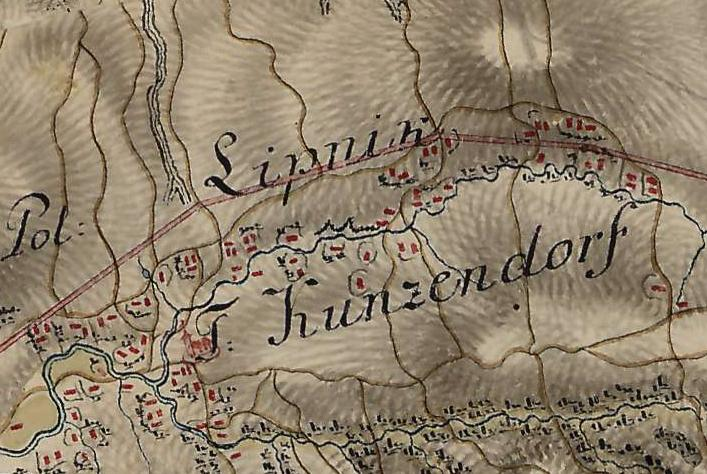
Lipnik / Kunzendorf na mapie z drugiej połowy XVIII wieku

Lipnik został lokowany w drugiej połowie XIII wieku. Według Bogusława Krasnowolskiego należy obok Starego Bielska i Komorowic do tych spośród dzisiejszych dzielnic Bielska-Białej, które powstały najwcześniej, w pierwszym etapie odbywającej się tu akcji kolonizacyjnej na prawie niemieckim, aczkolwiek pierwsza pisemna wzmianka pochodzi dopiero z roku 1325. Był zaliczany do bielsko-bialskiej niemieckiej wyspy językowej, aczkolwiek w praktyce już od średniowiecza miał charakter dwuetniczny z dużym udziałem ludności słowiańskiej (polskiej). W pierwszym wykazie ludności wsi z 1508, który wylicza wszystkich 67 ówczesnych gospodarzy, pojawia się 41 nazwisk typowo niemieckich (61,2%) i 25 nazwisk typowo polskich (37,3%). W źródłach XIV-wiecznych występują różne odmiany nazwy Lipnik (Lipniki, Leypnik, Lypnik) pochodzącej zapewne od gaju lipowego pokrywającego dolinę Niwki, w której miejscowość lokowano, natomiast w dokumencie z 1433 po raz pierwszy pojawia się niemiecka forma Kunzendorf (Cunczendorff) nawiązująca do faktu, że pierwsza fala osadników niemieckich sprowadzona została przez niejakiego Konrada (Kunza).

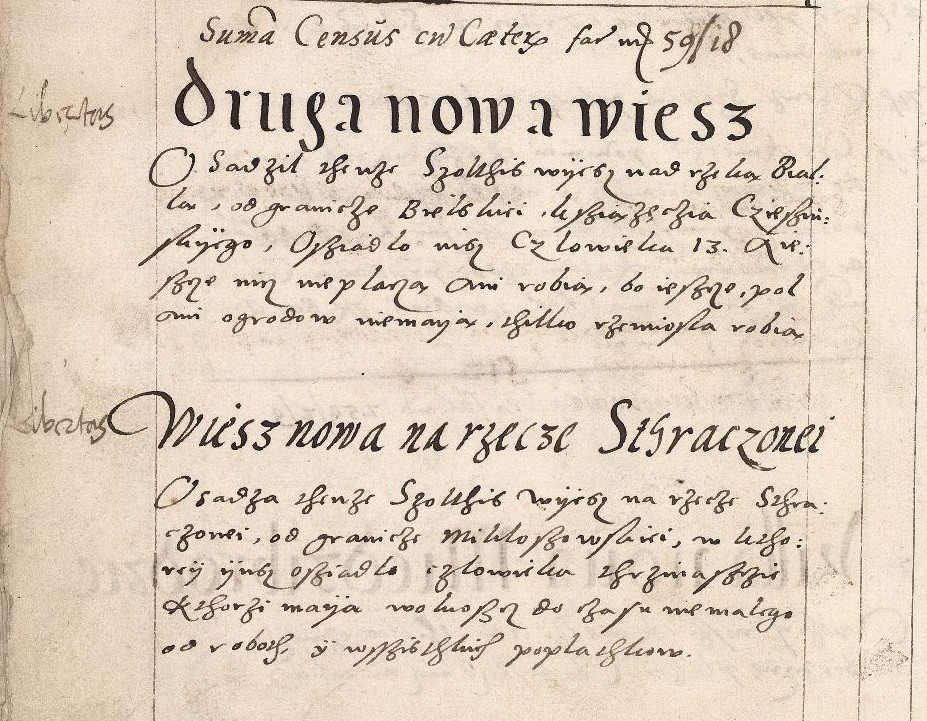
Lustracja województwa krakowskiego z 1564 zawierająca pierwsze wzmianki o Białej i Straconce

Po podziale księstwa cieszyńskiego w 1315 Lipnik wszedł w skład nowo powstałego księstwa oświęcimskiego, które w 1457 zostało sprzedane Kazimierzowi Jagiellończykowi. Pierwotnie był wsią książęcą, w 1433 został sprzedany w ręce prywatne na kilka dziesięcioleci, jako właściciele wymienieni są w źródłach Dorota ze Zdziechowic oraz Mikołaj Bulowski. Pod panowaniem polskim stanowił królewszczyznę (tenutę), którą oddawano w dzierżawę różnym szlachcicom. W 1548 dzierżawcą Lipnika został Florian Zebrzydowski, a jednocześnie doszło do przeniesienia wsi z prawa średzkiego na magdeburskie, co wiązało się z ustanowieniem własnego samorządu wiejskiego na czele z wybieranym sołtysem (pierwszym był Walenty Krzyszko). Za czasów Zebrzydowskiego, około roku 1560, na peryferiach dóbr lipnickich założone zostały trzy nowe osady, które w przyszłości miały stać się odrębnymi miejscowościami: Biała, Międzybrodzie Lipnickie (dziś Bialskie) oraz Straconka. W związku z inkorporacją księstwa oświęcimskiego do Korony Polskiej w 1564 królewszczyzna lipnicka przekształcona została w tzw. starostwo niegrodowe. W tym samym czasie zaczyna się we wsi szerzyć luteranizm, do końca stulecia na to wyznanie przechodzą niemal wszyscy mieszkańcy (według wizytacji biskupiej w 1598 „wszyscy prócz jednego chłopa są heretykami”).
W 1598 dobra lipnickie objął w dzierżawę Mikołaj Komorowski, a po nim w 1610 jego brat Piotr Komorowski. Z panowaniem Komorowskich wiąże się założenie drugiego folwarku we wsi, zwanego potem dolnolipnickim (folwark górnolipnicki znajdował się od średniowiecza w centrum miejscowości), na terenie którego powstał dwór obronny będący jednocześnie siedzibą starostów lipnickich (Dwór Lipnicki), usamodzielnienie się Białej w 1613, a także początki osadnictwa na Leszczynach. Na początku XVII wieku Lipnik liczył około 600 mieszkańców, dzielił się na Górną Wieś i Dolną Wieś oraz liczne przysiółki. Następnymi dzierżawcami byli Jan Wizemberg starszy (1633–1636) oraz Jan Wizemberg młodszy (1636–1667). Za panowania tego drugiego wybuchł bunt chłopski przeciw zwiększaniu czynszów i zakresu obowiązków pańszczyźnianych (1646–1647), a także nasilał się konflikt wyznaniowy w obliczu podjętych przez niego działań kontrreformacyjnych. Zbór lipnicki został przymusowo zamknięty w 1658. Prześladowania religijne stały się przyczyną masowej emigracji lipniczan, w latach 60. XVII wieku liczba ludności spadła poniżej 150 mieszkańców. Luteranizm był w kolejnych dekadach nadal praktykowany, najpierw tajnie, a od około 1690 w ramach nowego zboru założonego w sąsiedniej Białej. Nadal wybuchały motywowane ekonomicznie bunty chłopskie (1670, 1674, 1682).

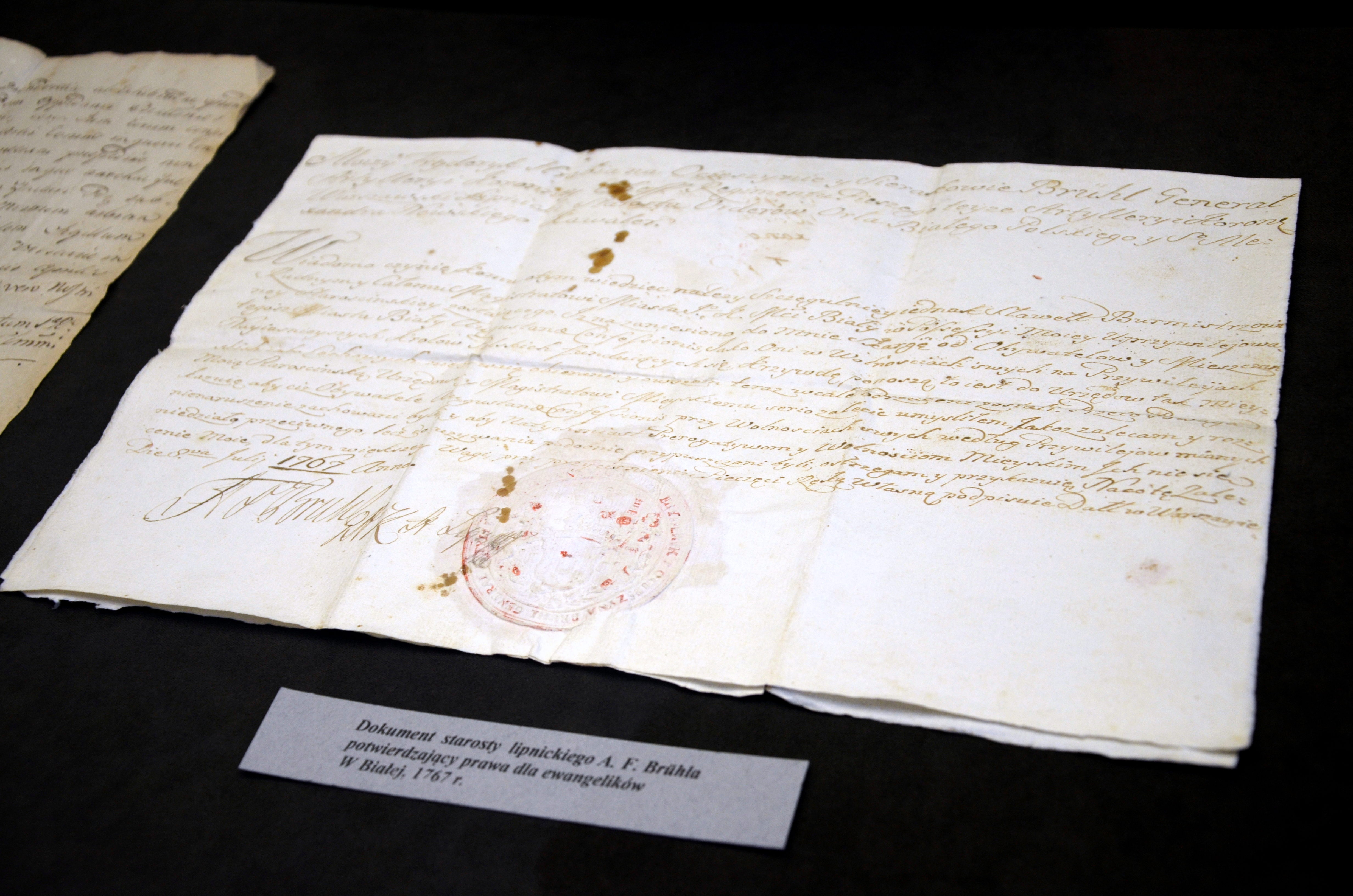
Przywilej wolności religijnej dla protestantów wydany przez Alojzego Fryderyka Brühla (1767)

Na początku XVIII wieku doszło do ponownej intensyfikacji działań kontrreformacyjnych prowadzonych m.in. przy pomocy misji jezuickiej założonej przy kaplicy w Białej w 1708. Zaczęła ona odnosić pewne sukcesy, niemniej w drugiej połowie XVIII wieku luteranizm wyznawało wciąż około 2/3 mieszkańców. Konflikty chłopów lipnickich z władzą starościńską osiągnęły swoje apogeum w latach 1744–1746 i w 1754 za rządów Zygmunta Linowskiego (1738–1755) narzucającego miejscowej ludności szczególnie wysokie obciążenia. Był on również założycielem jurydyki obejmującej osadę sukienników w pobliżu Dworu Lipnickiego przy granicy z Białą (posiadającą od 1723 prawa miejskie) i wspierał rozwijające się osadnictwo żydowskie na jej terenie. Po Linowskim dobra lipnickie objął Alojzy Fryderyk Brühl, który wydał przywilej wolności religijnej dla luteran oraz zainicjował akcję osadniczą, dzięki której liczba ludności wsi znacząco wzrosła do około tysiąca osób. Zlikwidowana natomiast została jurydyka starościńska, którą włączono w skład miasta Białej. W 1765 wszystkich 212 bialskich i lipnickich Żydów wygnano z terytorium starostwa lipnickiego.

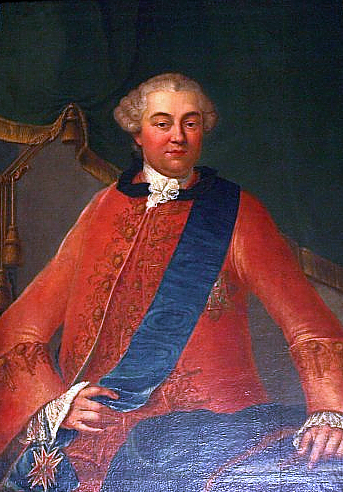
Teodor Wessel – ostatni starosta lipnicki

W 1772 na mocy I rozbioru Polski Lipnik stał się częścią monarchii Habsburgów i wszedł w skład Galicji. Ostatni starosta lipnicki Teodor Wessel (od 1768) mógł zachować dzierżawione dobra jako tzw. dożywotnik. Do formalnej likwidacji starostwa lipnickiego doszło w 1789, gdy zostało ono zastąpione tzw. kameralnym dominium lipnickim składającym się z Lipnika, Straconki i Międzybrodzia Lipnickiego. Niezwłocznie rozpoczęto wytyczanie nowej drogi określanej mianem traktu środkowogalicyjskiego, która istnieje do dziś w postaci ulicy Krakowskiej. Stała się ona nową osią komunikacyjną wsi, zastępując dawny szlak handlowy przez Krzemionki (współczesna ulica Witosa), a wokół niej zaczęły powstawać nowe gospodarstwa w ramach prowadzonej kolonizacji józefińskiej. Na mocy reformy administracyjnej cesarza Józefa II ustanowiona została z dniem 13 kwietnia 1784 gmina wiejska Lipnik. Tworząc pierwszy kataster gruntowy Galicji, wytyczono w 1787 jej dokładne granice, które odzwierciedla do dziś kształt obrębu ewidencyjnego Lipnik (z wyjątkiem pogranicza ze Straconką, gdzie dokonano korekty w 1844). Jednak przebieg granicy administracyjnej między Lipnikiem a ograniczoną do niewielkiej powierzchni Białą był przedmiotem powracających sporów. W 1795 uległ korekcie na korzyść Lipnika, ale już w 1801 włączono pod jurysdykcję bialskiego magistratu trzy przyległe do miasta obszary, z których w 1832 utworzona została osobna gmina Przedmieście Biała (Vorstadt Biala). 28 października 1799 podpisano protokół „wyodrębnienia Białej z dóbr lipnickich”, który ostatecznie zrywał formalne powiązania między Białą a Lipnikiem. Doszło do kolejnej korekty granic, a ponadto Biała otrzymała 154 ha lasu pod Gaikami, który stanowił odtąd miejską enklawę na terenie Lipnika i Straconki. W latach 1818–1820 wybudowana została druga tzw. szosa cesarska – droga przez Leszczyny w kierunku Żywca, obecna ulica Żywiecka.

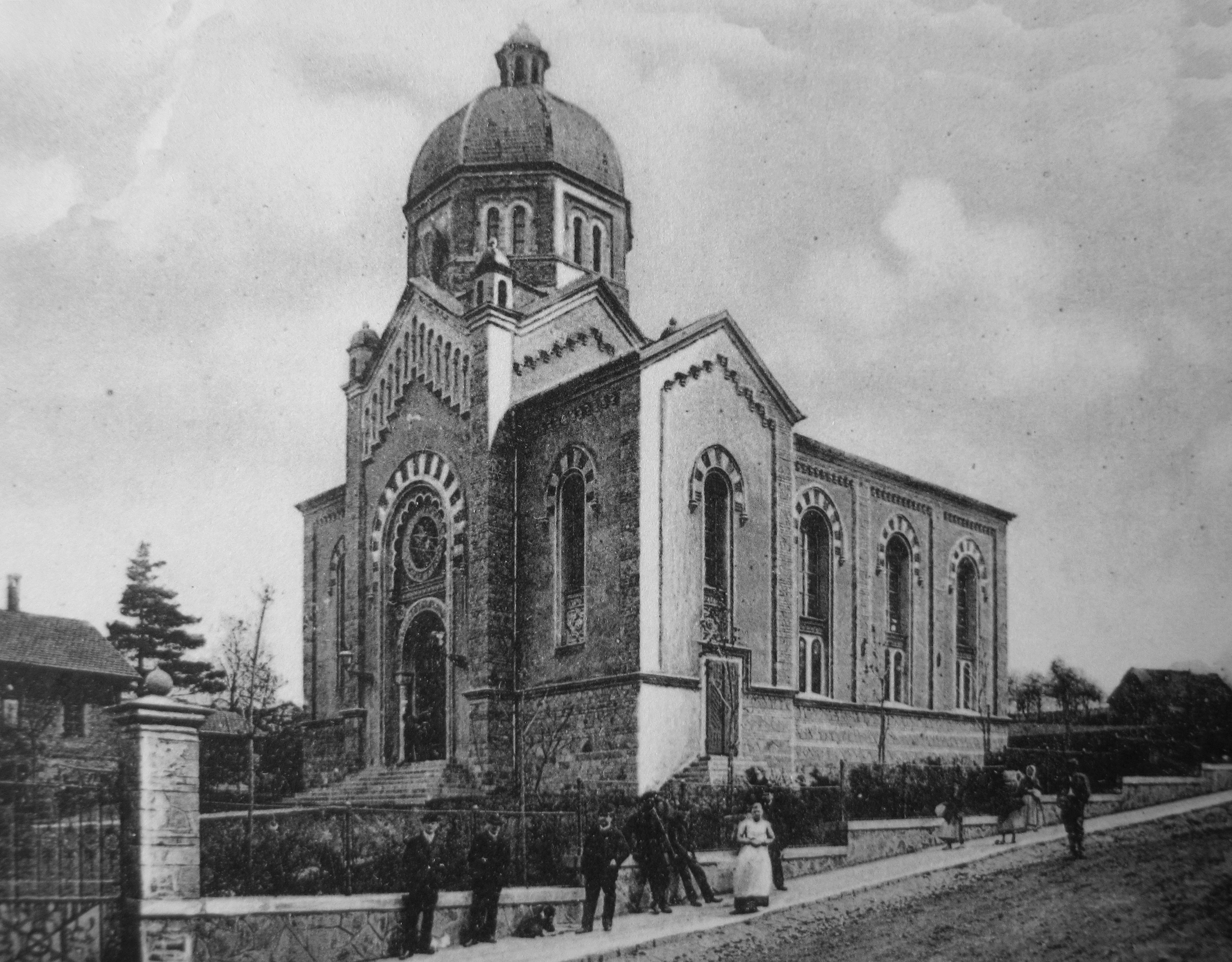
Synagoga w Lipniku

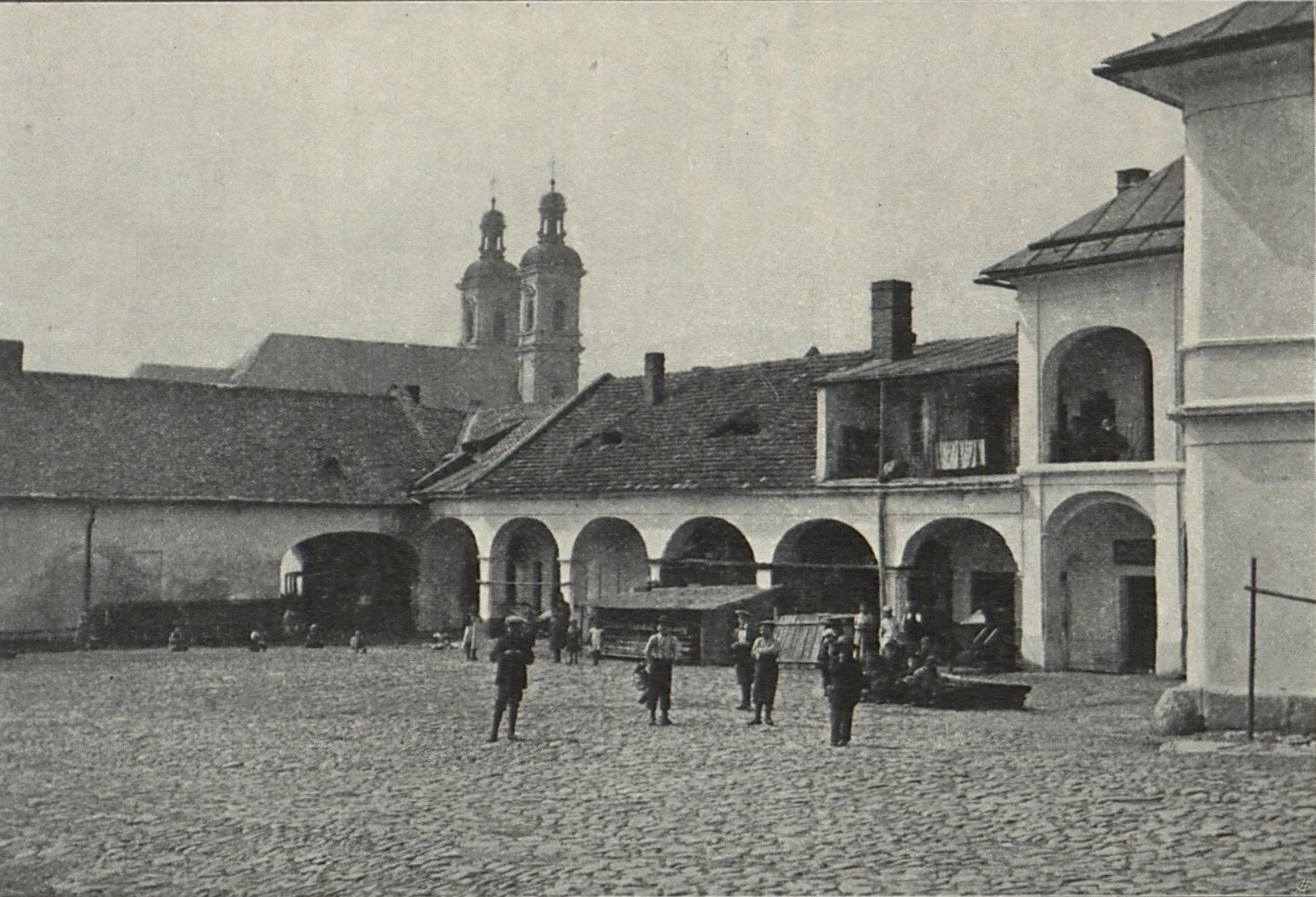
Dziedziniec zajazdu Thomkego na początku XX wieku

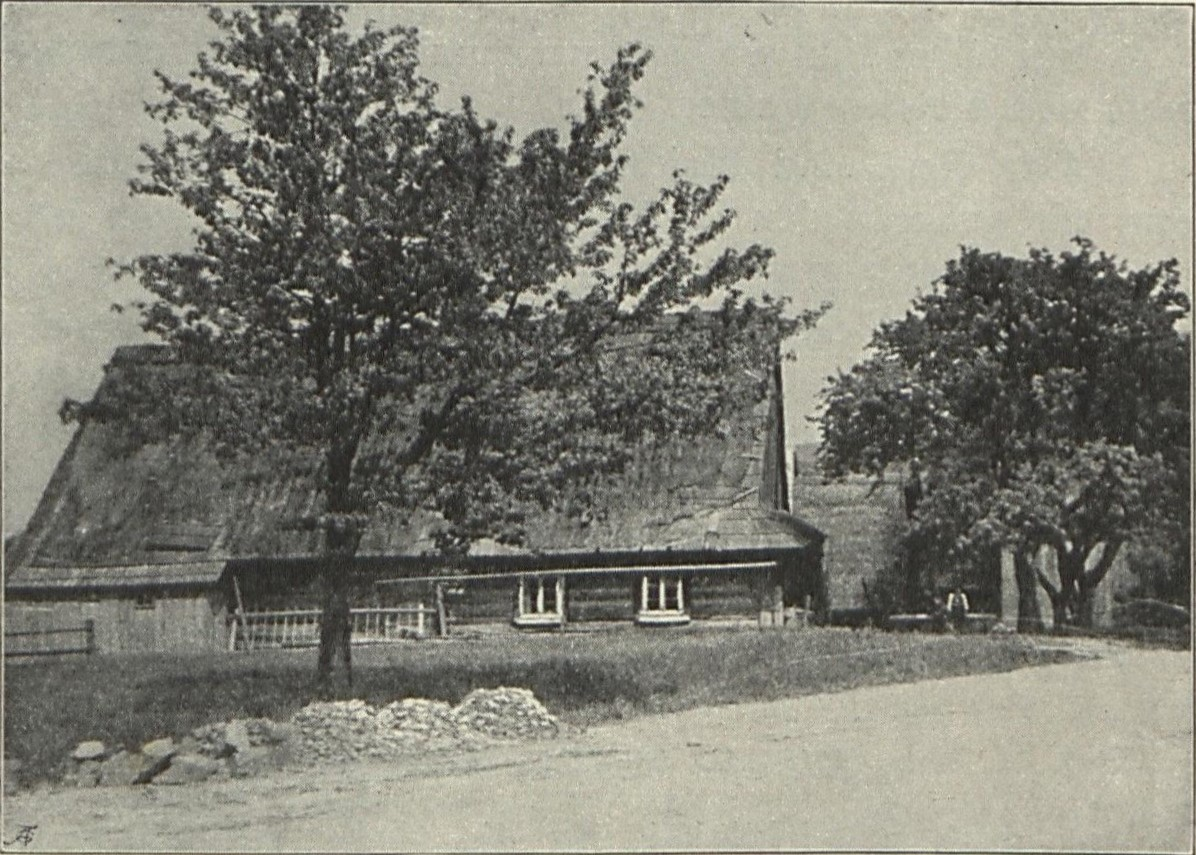
Dom Andreasa Englerta (nr 111) opisany w 1909 jako ostatnie drewniane gospodarstwo w Lipniku

Reformy józefińskie pozwoliły na ponowną falę osadnictwa żydowskiego i zakończyły erę kontrreformacji. Paradoksalnie jednak właśnie pod koniec XVIII wieku proporcje wyznaniowe w miejscowości się odwróciły. Z napływem nowych mieszkańców rodzimi ewangelicy stawali się mniejszością. Według parafialnego spisu ludności w 1825 w Lipniku mieszkało 2798 osób, z tego 1916 katolików (68,5%), 750 ewangelików (26,8%) i 132 żydów (4,7%). Boom demograficzny miał związek z wkraczaniem wsi w epokę przemysłową. W 1810 Joachim Adler założył w rejonie dzisiejszej ulicy Ogrodowej wytwórnię sukna, który uznawany jest za pierwszą zmechanizowaną fabrykę włókienniczą w okręgu bielsko-bialskim. Rok później powstała w pobliżu fabryka Gottlieba Frischa, a w 1815 przędzalnia Christopha Eylardiego. Wszystkie one zostały zbudowane na zachodnich peryferiach miejscowości, które zlewały się urbanistycznie z Białą. Zaczęto mówić o tzw. miejskiej części Lipnika, która znacząco odróżniała się od właściwej wsi zachowującej tradycyjny, rolniczy charakter. Ponieważ w mieście wciąż jeszcze egzekwowano obowiązujący formalnie aż do połowy XIX wieku zakaz osiedlania się Żydów, skupiali się oni właśnie w miejskiej części Lipnika, który zyskał charakter bialskiej dzielnicy żydowskiej. W 1849 powstał tu cmentarz żydowski, a w 1865 lub 1870 dla liczącej wtedy około 500 osób społeczności powstała samodzielna gmina wyznaniowa Lipnik–Biała. W 1889 na rogu dzisiejszych ulic Krakowskiej i Kazimierza Wielkiego wzniesiono synagogę reformowaną projektu Carla Korna, ponadto istniały trzy ortodoksyjne domy modlitwy, m.in. w podwórzu kamienicy przy dzisiejszej ulicy 11 Listopada 63, gdzie działał chasydzki lider Aron Halberstam. Ważnym elementem dzielnicy były zajazdy i domy spedycyjne, najbardziej znany należał do rodziny Thomke i znajdował się przy samym skrzyżowaniu dwóch szos cesarskich (obecnie ulica 11 Listopada i Żywiecka), klasycystyczne zabudowania są częściowo zachowane do dziś. Thomke byli też ostatnimi (po Larischach i Tschickardtach) właścicielami dominium lipnickiego zniesionego na mocy reform roku 1849. Pozostałe po nim majątki odkupił w 1857 Albrecht Fryderyk Habsburg.

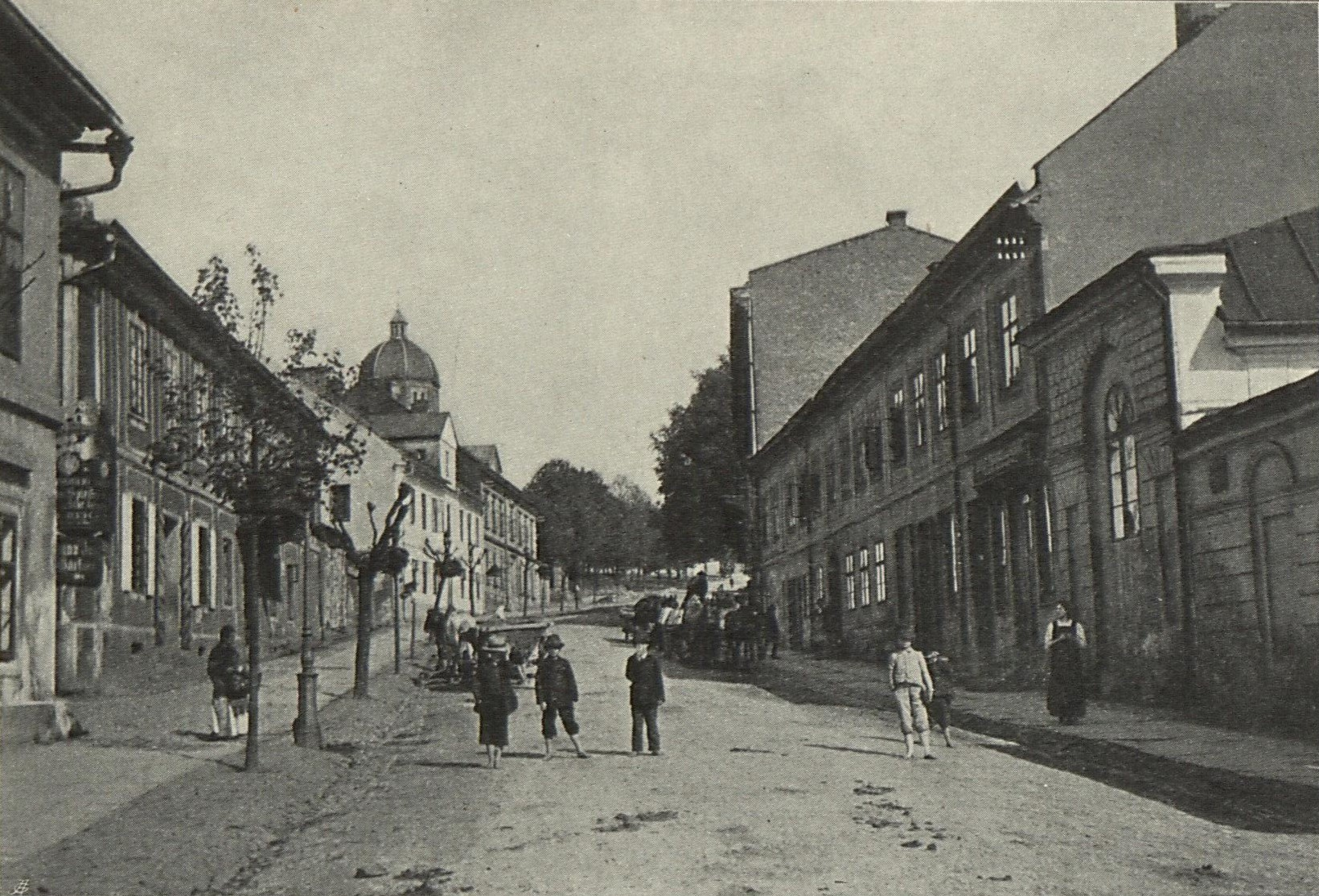
Miejska część Lipnika (odcinek ulicy Głównej należący dziś do Krakowskiej) około 1907

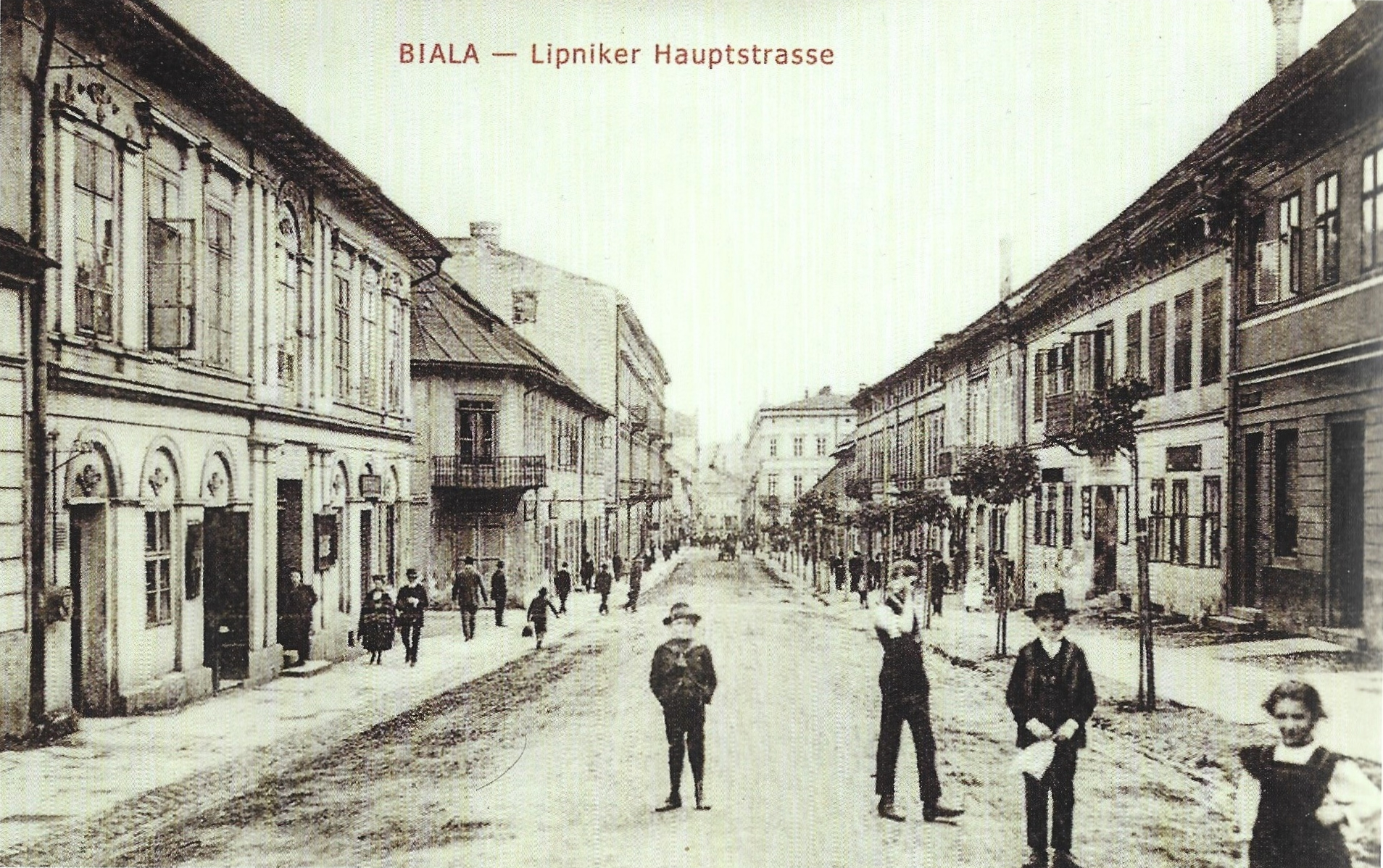
Miejska część Lipnika (odcinek ulicy Głównej należący dziś do 11 Listopada) na pocztówce z 1911

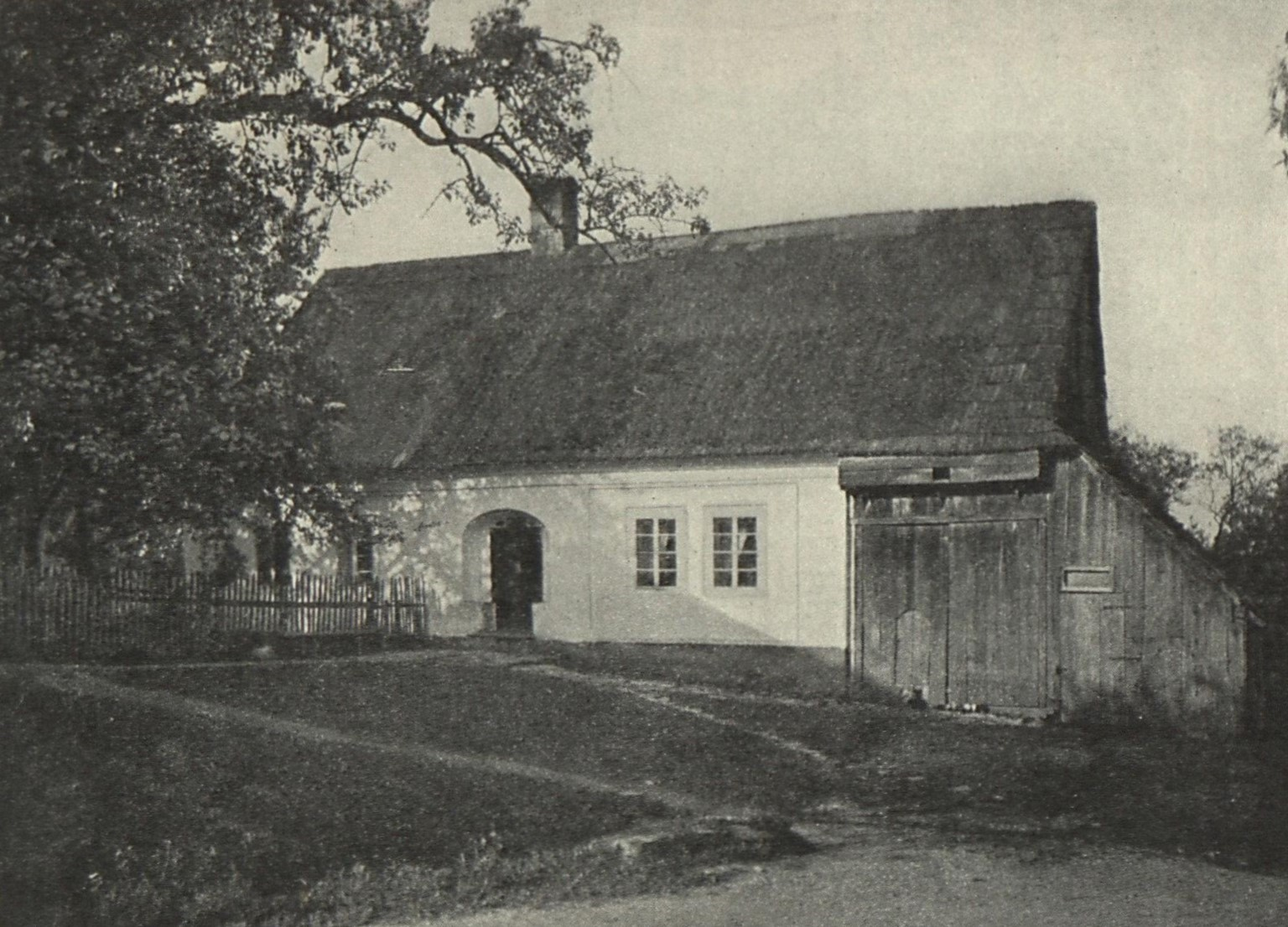
Dom Johanna Klischa (nr 199) – typowa zabudowa wiejskiej części Lipnika w XIX wieku

Założone na początku XIX wieku fabryki włókiennicze nie przetrwały próby czasu, natomiast rozwinęły się inne zakłady, w szczególności założona w latach 40. przędzalnia Franza Strzygowskiego na Leszczynach, poprzedniczka Zakładów Przemysłu Wełnianego WELUX. Naprzeciwko Dworu Lipnickiego, który w ciągu stulecia uległ dwóm wielkim przebudowom i ostatecznie został przekształcony w klasztor, powstała w 1870 fabryka Teodora Zagórskiego, po licznych przekształceniach później ZPW WEGA. Ważnym kierunkiem rozwoju przemysłu były tereny na północ w rejonie dzisiejszych ulic Komorowickiej i Legionów, częściowo wchodzące w skład gminy Przedmieście Biała, a częściowo pozostające w granicach gminy Lipnik. Właśnie tam, na tzw. Łęku, odbyła się wielka wystawa przemysłowa w 1871. Rozwinął się przemysł spirytusowy na czele z likiernią Jacoba Grossa przy granicy z Białą (zał. 1849), powstały cegielnie i kamieniołomy (m.in. na Złotych Łanach). Struktura społeczno-ekonomiczna ludności zaczęła ulegać przekształceniom, Lipnik podobnie jak inne okoliczne wsie stawał się zapleczem dla robotników dochodzących do pracy w Bielsku i Białej, a nie mogących znaleźć tam mieszkania, rosła również liczba miejscowych chłoporobotników. Miejska część Lipnika była areną rozruchów robotniczych, w tym zakończonych śmiercią jedenastu osób zamieszek 23 kwietnia 1890. Przez teren gminy Lipnik, jednak z dala od centrum miejscowości, przeprowadzono linie kolejowe z Bielska do Żywca (1877) i z Bielska do Kalwarii Zebrzydowskiej (1888). Stacja kolejowa dla miasta Białej (obecnie Bielsko-Biała Wschód) znajdowała się formalnie w granicach Lipnika.

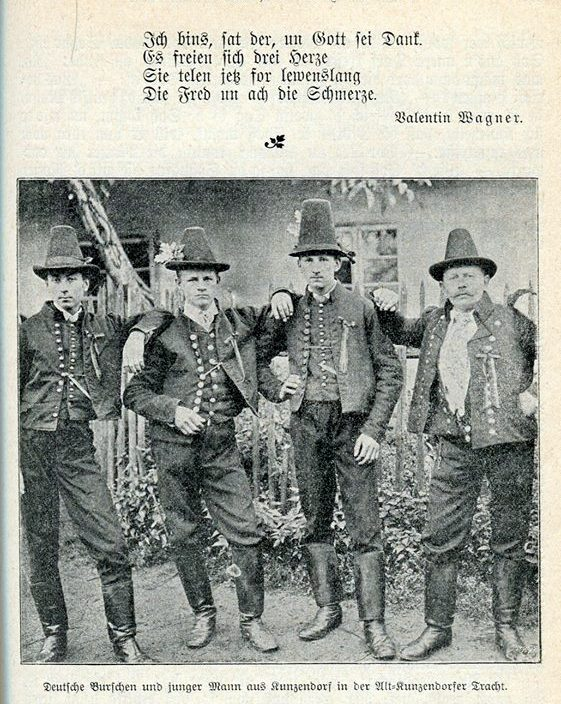
Niemieccy mieszkańcy Lipnika w tradycyjnych strojach – fotografia umieszczona w broszurze z 1909

Według spisu ludności z 1900 w Lipniku (wraz z Leszczynami i innymi przysiółkami) zamieszkiwało 8417 osób, w tym 81,4% katolików, 12,6% ewangelików i 6% żydów; 66,7% było niemieckojęzycznych, 33% polskojęzycznych, a 0,2% posługiwało się innym językiem. Do roku 1910 liczba ludności wzrosła do 10 739, przewyższając w ten sposób miasto Białą (w praktyce Lipnik był w dużej mierze „sypialnią” bielskich i bialskich robotników). Złożona w 1902 petycja o uzyskanie statusu miasteczka została odrzucona przez władze galicyjskie, nie powiodły się również podejmowane już pod koniec XIX wieku próby włączenia części przynajmniej Lipnika w skład Białej. Życie polityczne mieszanej etnicznie wsi rozwijało się na przełomie wieków pod znakiem rywalizacji polskiego i niemieckiego nacjonalizmu. Przedmiotem powracających sporów był m.in. język urzędowy organów gminnych (niemiecki mimo przynależności do polskojęzycznej Galicji) oraz sytuacja w szkolnictwie (obok szkoły gminnej powstały prywatne placówki Deutsche Schulverein i Towarzystwa Szkoły Ludowej), funkcjonowały konkurencyjne stowarzyszenia i organizacje społeczne, organizowane były różnorakie wiece i demonstracje, w polemikach prasowych zarzucano sobie wzajemnie próby „germanizacji” albo „polonizacji” całego Lipnika. Kilkukrotnie podnoszone były petycje w sprawie przyłączenie galicyjskiej części bielsko-bialskiej wyspy językowej (Białej, Lipnika, Hałcnowa i Wilamowic) do Śląska Austriackiego.
Po I wojnie światowej Lipnik znalazł się w granicach II Rzeczypospolitej, należał do powiatu bialskiego w województwie krakowskim. Do jednej z pierwszych decyzji nowych władz należała parcelacja majątku Habsburgów w latach 1922–1924. Pozyskane tereny wzdłuż ulicy Żywieckiej na południe od dawnego Dworu Lipnickiego miały się stać nowym zapleczem rozwoju urbanistycznego Białej. Przemiany polityczne wpłynęły na zmianę struktury etnicznej miejscowości, spis ludności z 1921 wykazał spadek ludności o półtora tysiąca w porównaniu z rokiem 1910 i wzrost odsetka osób deklarujących narodowość polską do 64,6%.
24 kwietnia 1925 przyniósł koniec istnienia Lipnika jako samodzielnej miejscowości. Po trwających cztery lata negocjacjach między samorządami doszło do włączenia terenu gminy w skład Białej, której nazwę zmieniono przy tej okazji na Biała Krakowska. Miasto poszerzyło w ten sposób swoje terytorium ponad szesnastokrotnie (przed 1925 miało jedynie 1,22 km², podczas gdy Lipnik liczył 20,76 km²), a liczba ludności wzrosła dwa i pół raza (do 19 241, przy czym w Lipniku zamieszkiwały 10 743 osoby).

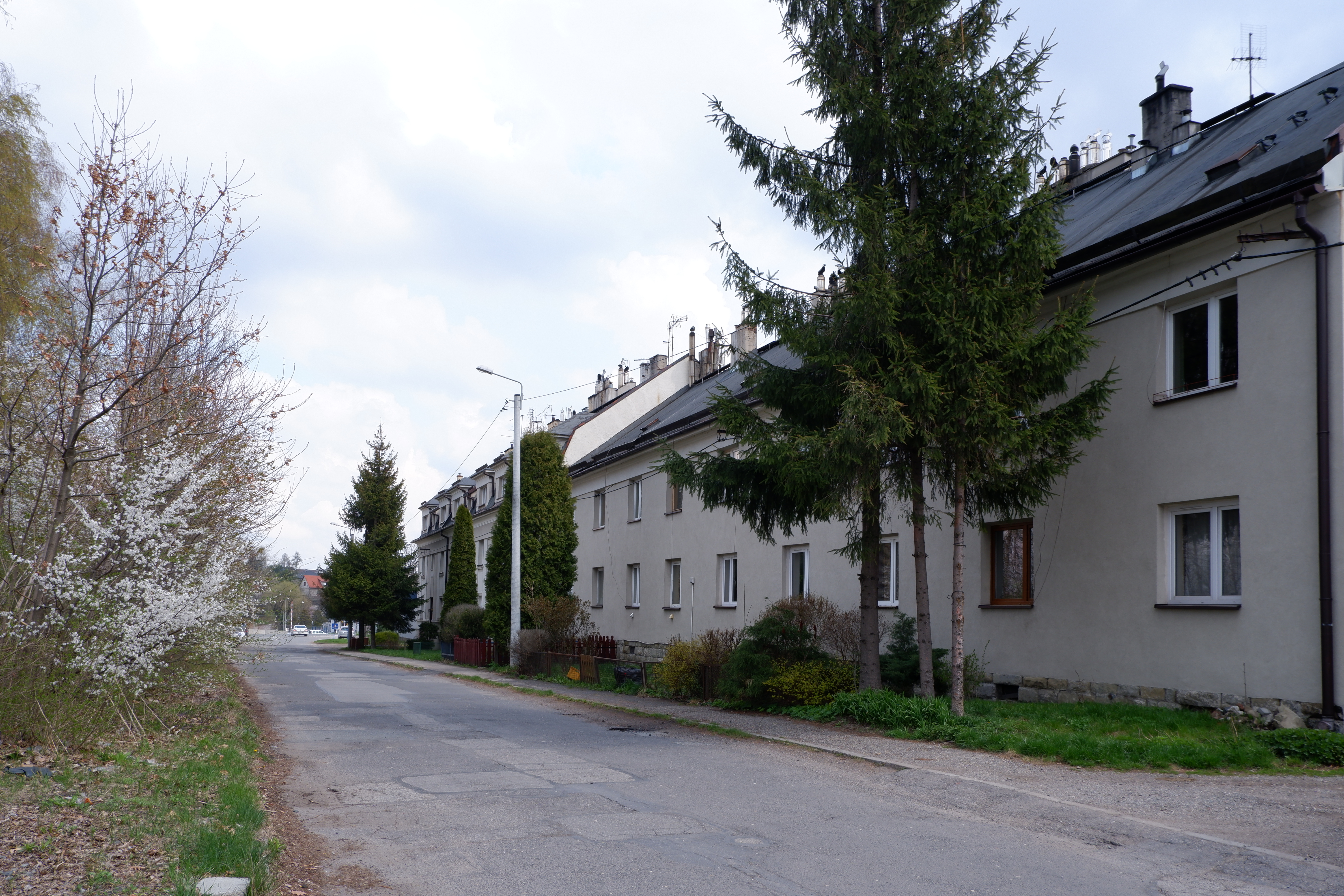
Zabudowania na tzw. Konfirunku, gdzie znajdowało się getto żydowskie w latach 1941–1942 (widok współczesny)

Lipnik ponownie zaistniał jako odrębna jednostka administracyjna na krótko w czasie II wojny światowej. Administracja niemiecka połączyła Bielsko i Białą w jeden organizm miejski, wydzielając z niego jednak w 1941 Lipnik (aczkolwiek w innych granicach, znacznie zawężonych w stosunku do stanu przed 1925), który tworzył odrębny obwód administracyjny (Amtsbezirk) razem ze Straconką i częścią Mikuszowic Krakowskich. Z terytorium Lipnika historycznego wiążą się tragiczne losy bielsko-bialskiej społeczności żydowskiej w trakcie wojny, bowiem to na tzw. Konfirunku w rejonie dzisiejszej ulicy Towarowej utworzono w sierpniu 1941 getto, w którym umieszczono 460 pozostałych w mieście Żydów. Istniało ono do czerwca 1942. Lipnicka synagoga została spalona już we wrześniu 1939. Lipnik stał się obok Hałcnowa najbardziej poszkodowaną przez działania wojenne dzielnicą Bielska-Białej – w wyniku walk frontowych na przełomie stycznia i lutego 1945 całkowicie zniszczonych zostało 55 budynków, wiele innych uległo uszkodzeniu, przede wszystkim w Lipniku Górnym i przysiółku Wróblowice. Po wkroczeniu Armii Czerwonej (8 lutego) dochodziło z jej strony do licznych aktów przemocy, rabunku i niczym nieuzasadnionej dewastacji. Wielu miejscowych Niemców padło ofiarą wywózek na roboty przymusowe w ZSRR oraz do obozów pracy na terenie Polski. Według danych z 24 maja 1945 w Lipniku (rozumianym jako jednostka administracyjna utworzona w czasie wojny) przebywało 2262 Polaków (66,2%), 560 posiadaczy I i II kategorii Deutsche Volksliste oraz 596 posiadaczy III i IV kategorii tejże, łącznie 3418 osób, czyli o 28% mniej niż w 1943 (co ma związek z masową ucieczką przed nadchodzącym frontem). Główna fala wysiedleń ludności niemieckiej przypadła na jesień 1946, największa grupa trafiła do powiatu Groß-Gerau. Część osób przeszła jednak tzw. weryfikację narodowościową i pozostała w Lipniku, asymilując się z czasem z Polakami. W 2001 lipnicką mniejszość niemiecką szacowano na około 30 osób. Po wojnie w dzielnicy – ponownie należącej do Białej, a od 1951 do połączonego Bielska-Białej – osiedlili się repatrianci z Kresów Wschodnich i liczni przybysze z pobliskich terenów Małopolski.

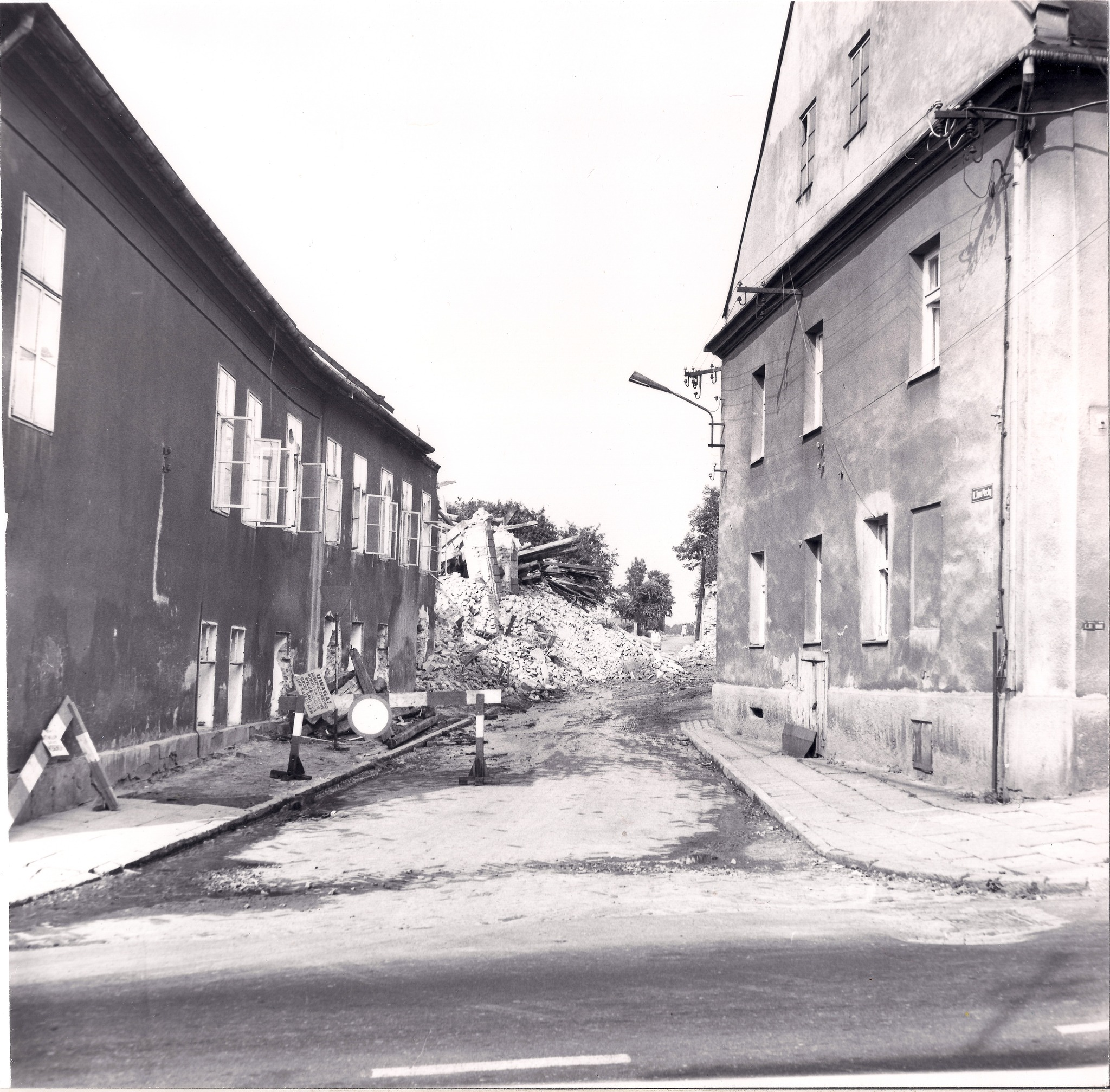
Wyburzenia w dawnej miejskiej części Lipnika związane z budową obecnej ulicy Lwowskiej (1978)

Poszczególne części Lipnika historycznego (w rozumieniu dawnej wsi sprzed 1925) przeszły w okresie powojennym bardzo różną drogę rozwoju w obrębie intensywnie się rozwijającego Bielska-Białej. Dawna „miejska część Lipnika” ostatecznie zlała się ze śródmieściem, na gruntach wzdłuż ulicy Żywieckiej wybudowane zostało m.in. socrealistyczne osiedle Grunwaldzkie i elektrociepłownia, na Złotych Łanach powstało w latach 70. wielkopłytowe osiedle mieszkaniowe, podobnie również na tzw. Pierwszym Kopcu Lipnickim (osiedla Dygasińskiego i Dembowskiego), silnie zurbanizowane zostały Leszczyny, dawny Łęk umocnił swój charakter dzielnicy przemysłowej. Zwyczajowe rozumienie terminu „Lipnik” ograniczyło się do centralnej i wschodniej części dawnej wsi, które zachowały charakter przedmieść o dominacji rozproszonej zabudowy jednorodzinnej. Dzieli się on na Lipnik Dolny i Lipnik Górny odpowiadające tradycyjnemu podziałowi na Dolną i Górną Wieś zgodnie z biegiem potoku Niwka, a ponadto wyróżniony jest peryferyjny przysiółek Wróblowice oraz Osiedle Lipnickie – zaplanowane w okresie PRL z wytyczeniem sieci ulicznej od podstaw osiedle domów jednorodzinnych na południe od centrum dzielnicy. W tych granicach powołana została do życia w 2002 jednostka pomocnicza gminy o nazwie Lipnik, którą w 2017 zamieszkiwało 6174 osób.

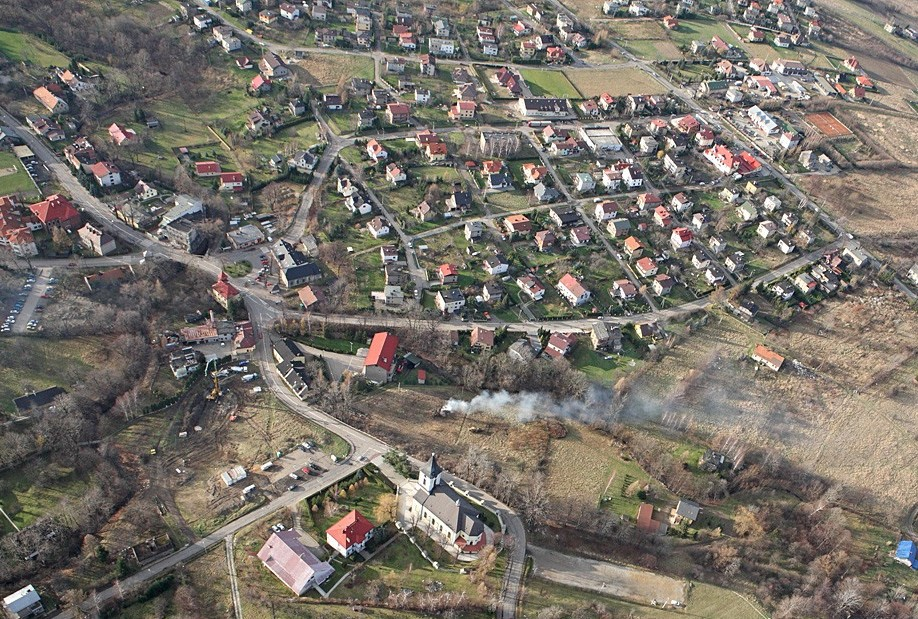
Widok na centrum Lipnika w początkowej fazie budowy obwodnicy (styczeń 2009)

W latach 60. XX wieku na terenie wyeksploatowanego kamieniołomu w Lipniku Górnym utworzono miejskie wysypisko śmieci. W 2006 w jego sąsiedztwie ulokowana została nowa siedziba schroniska dla bezdomnych zwierząt. Krajobraz centralnej części dzielnicy uległ drastycznym przekształceniom w związku z budową północno-wschodniej obwodnicy Bielska-Białej (część drogi ekspresowej S1) w latach 2008–2011. Droga rozerwała historyczne centrum dawnej wsi, tworząc sztuczną barierę między głównym placem z domem kultury, budynkiem szkoły podstawowej i pętlą autobusową a górującym nad nim kościołem parafialnym. W bezpośrednim sąsiedztwie cmentarza ewangelickiego i kaplicy powstał węzeł drogowy Bielsko-Biała Lipnik, gdzie S1 krzyżuje się z drogą krajową nr 52 (ulica Krakowska). Budowę obwodnicy w takim kształcie poprzedzały od lat 90. głośne protesty społeczne. Mieszkańcy postulowali na przykład poprowadzenie drogi w tunelu pod zboczami Czupla. W 1997 założone zostało Stowarzyszenie „Lipnik”, które angażuje się w różnego rodzaju projekty społeczne i kulturalne, w tym ratowanie zabytkowych obiektów (np. lipnickiej leśniczówki), popularyzuje wiedzę o dzielnicy i jej historii, a także wydaje bezpłatną Gazetę Lipnicką.

## Zabytki

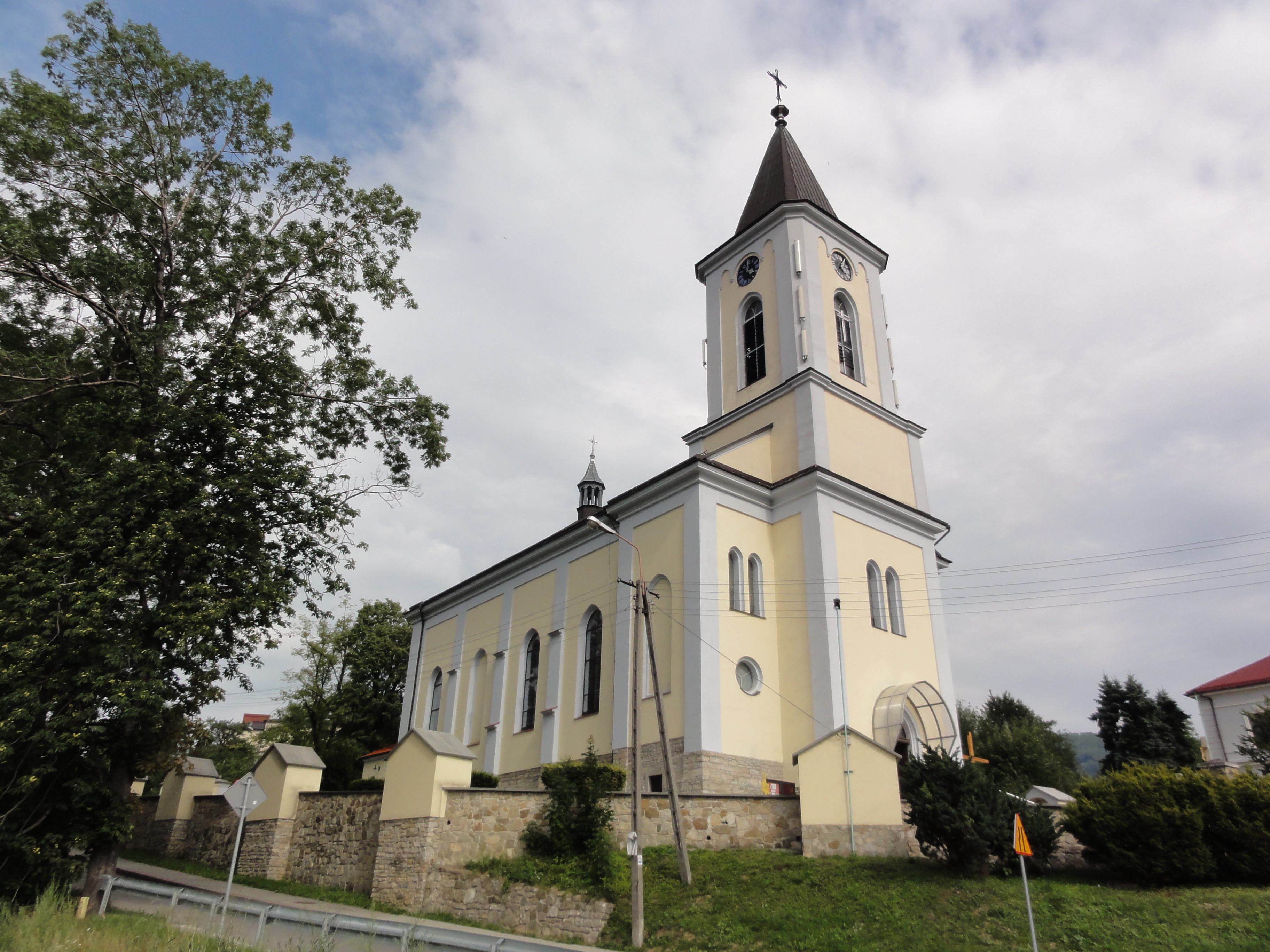
Kościół Narodzenia NMP

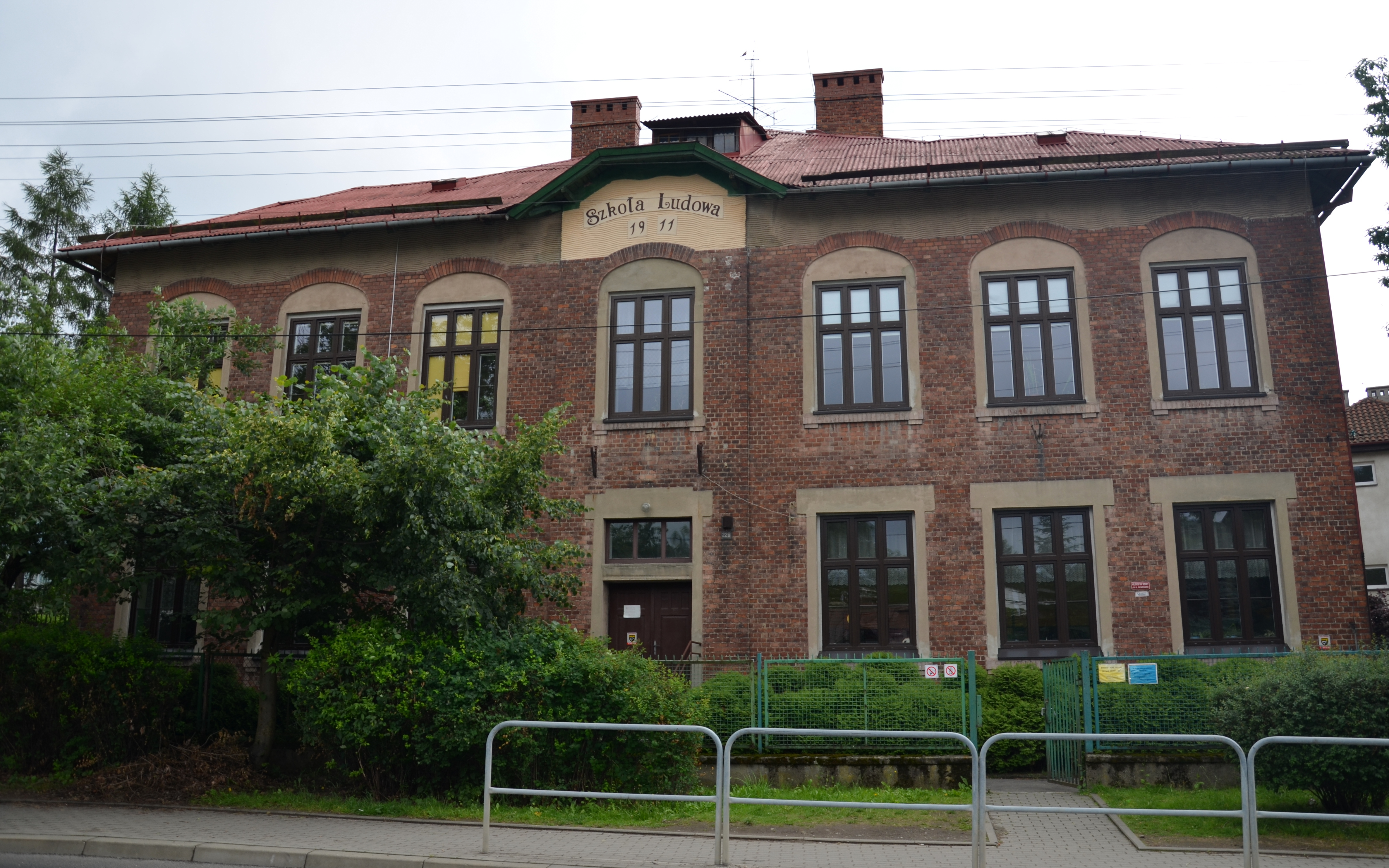
Szkoła Podstawowa nr 13

Do najważniejszych zabytków na terenie współczesnego Lipnika w znaczeniu węższym należą:
- kościół Narodzenia NMP – katolicki kościół parafialny wzniesiony w stylu neogotyckim w latach 1881–1885 w miejscu starszej świątyni zniszczonej w pożarze; najcenniejszym elementem wyposażenia jest ocalona ze starego kościoła gotycka rzeźba Matki Boskiej z Dzieciątkiem z około 1470 roku;
- cmentarz katolicki przy ulicy Polnej założony w 1835
- cmentarz ewangelicki przy ulicy Krakowskiej (obecnie w sąsiedztwie węzła drogowego) założony w 1886 z kaplicą z roku 1936
- zabytkowe gmachy szkolne:
  - dawna szkoła katolicka, obecnie Jubileuszowe Centrum Caritas Diecezji Bielsko-Żywieckiej – budynek o cechach neogotyckich oddany do użytku w 1865 (Polna 31)
  - dawna szkoła ewangelicka, obecnie Przedszkole nr 27, z roku 1908 (Krakowska 243)
  - dawna szkoła polska Towarzystwa Szkoły Ludowej, obecnie Szkoła Podstawowa nr 13 – budynek o cechach secesyjnych oddany do użytku w 1911 (Lipnicka 226)
- Leśniczówka – drewniany budynek wzniesiony jako Dom Myśliwski (Jägerhaus) w 1884 wg projektu Emanuela Rosta seniora, pierwotnie służył jako siedziba zarządu lasów miejskich Białej (na terenie bialskiej enklawy) oraz obiekt turystyczny z funkcją gastronomiczną i noclegową; po II wojnie światowej wykorzystywany jako kwatery dla robotników leśnych i jednoklasowa filia Szkoły Podstawowej nr 13 (1956–1975), od lat 80. XX wieku opuszczony i niszczejący; doraźne remonty były przeprowadzane staraniem harcerzy i społeczników ze Stowarzyszenia „Lipnik” w latach 2005–2015, decyzję o kompleksowej rewitalizacji z przeznaczeniem na filię Ośrodka Kultury Leśnej podjęto w lipcu 2022[76][77];

Liczne budynki mieszkalne z XIX i pierwszej połowy XX wieku zachowały się wzdłuż ulicy Lipnickiej.

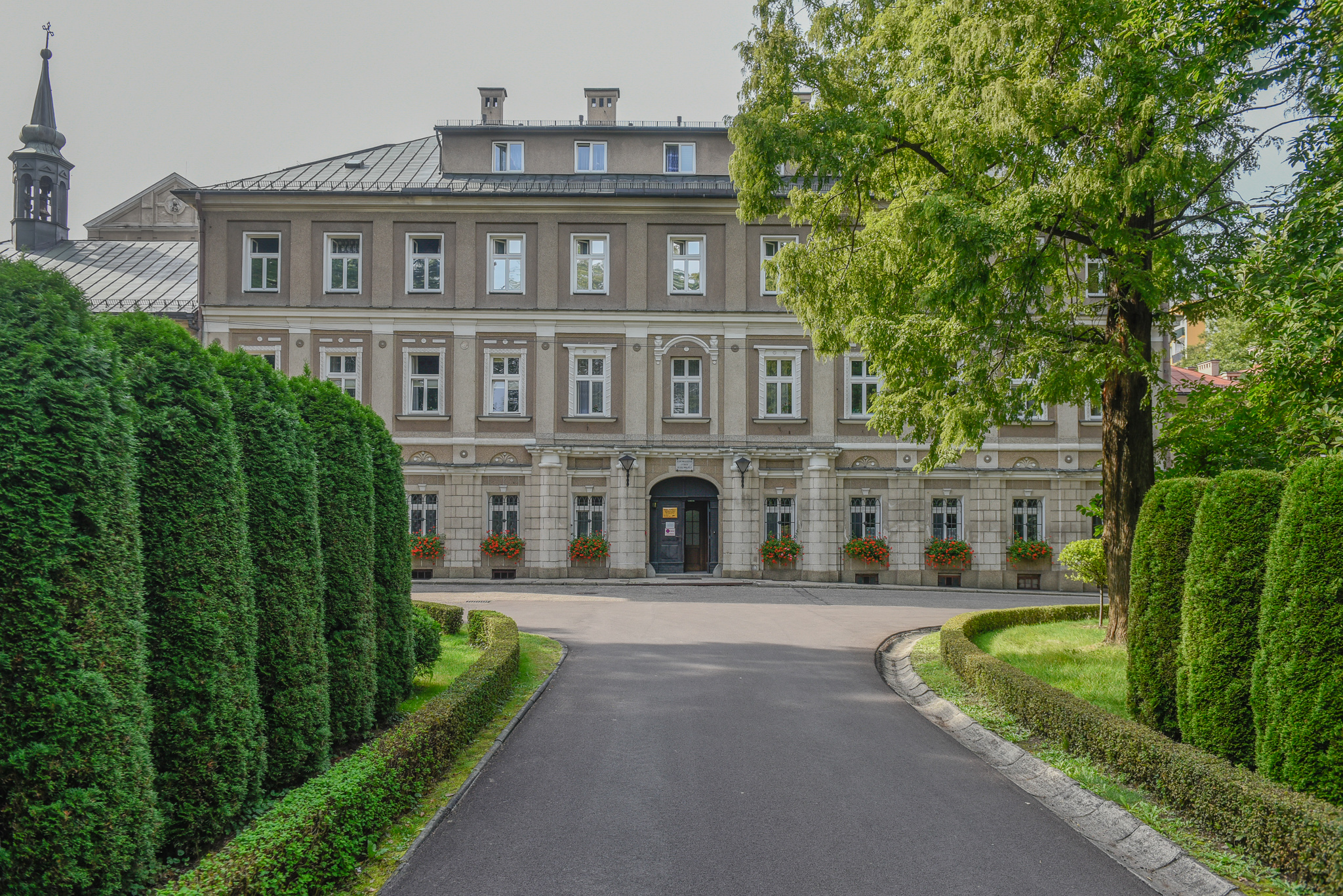
Klasztor Sióstr Córek Bożej Miłości – dawny Dwór Lipnicki

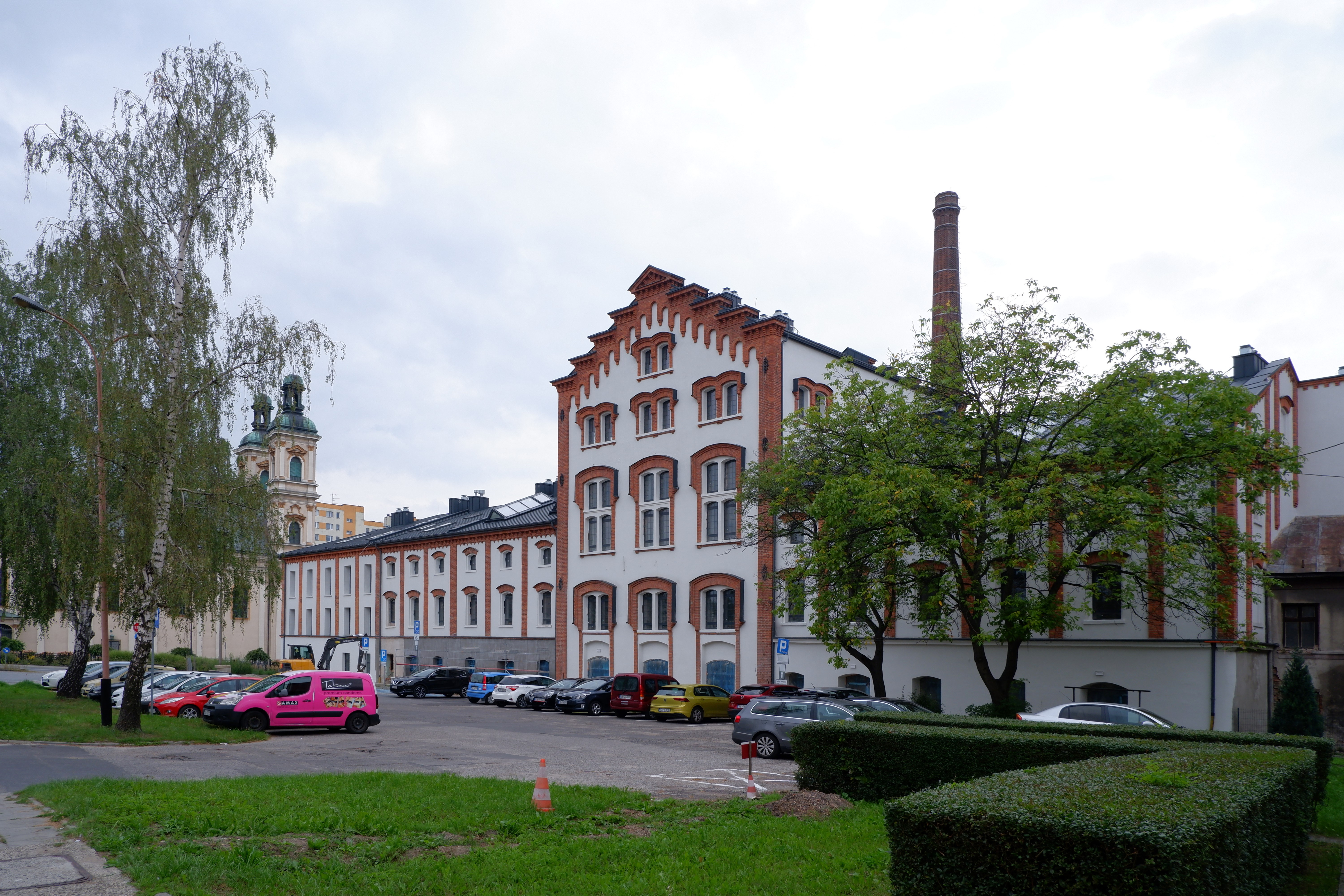
Dawna gorzelnia i likiernia Grossa (stan 2022)

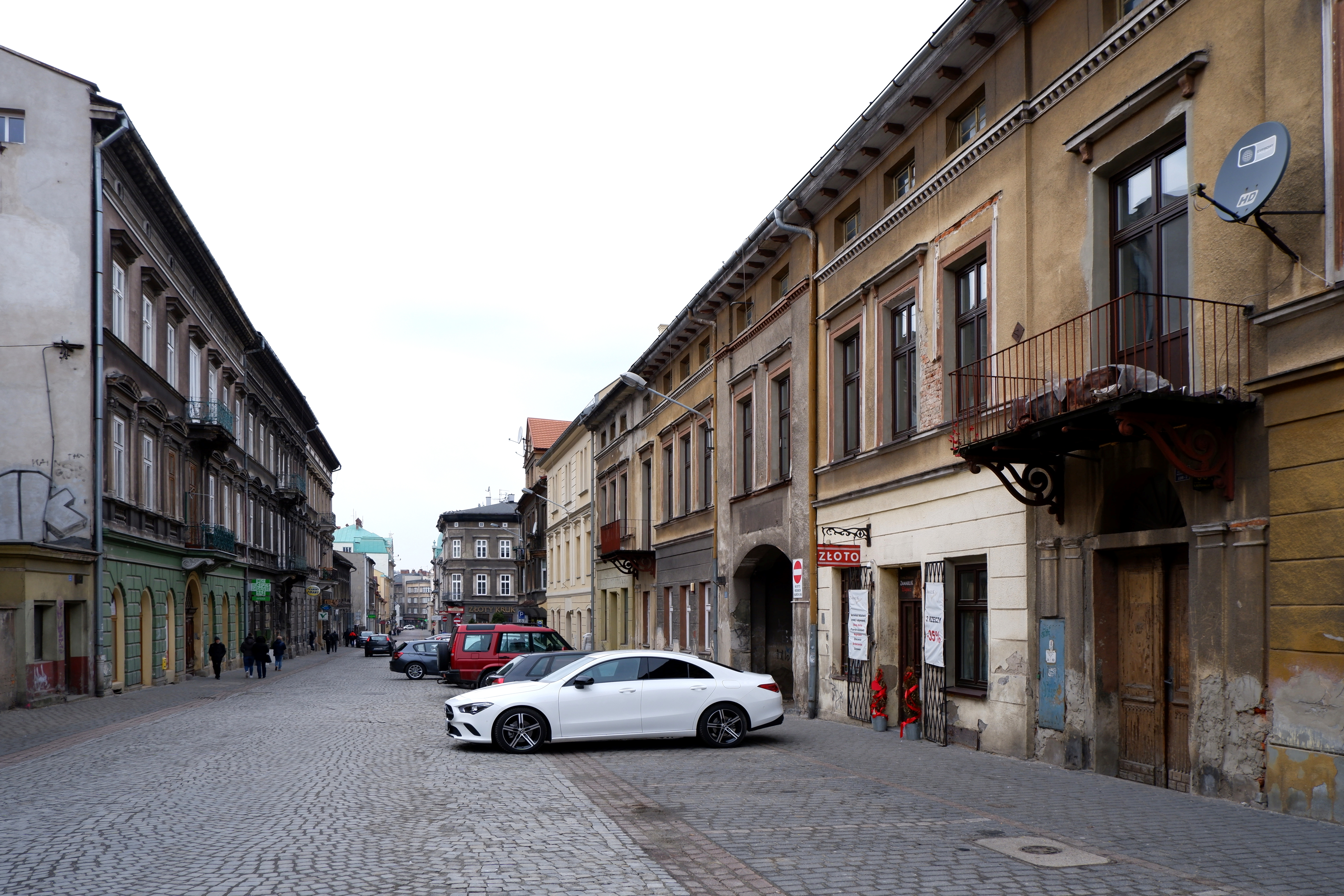
Historycznie lipnicki odcinek ulicy 11 Listopada

W dawnej „miejskiej części Lipnika” znajdują się:
- Dwór Lipnicki – dawna siedziba dzierżawców Lipnika istniejąca w tym miejscu na terenie tzw. folwarku dolnolipnickiego od przełomu XVI i XVII wieku, całkowicie przebudowana za czasów Karla Tschickardta około roku 1830, a następnie w latach 1894–1896 według projektu Emanuela Rosta juniora z przeznaczeniem na klasztor Zgromadzenia Córek Bożej Miłości, którą to funkcję pełni do dziś; otoczony jest założeniem parkowym;
- cmentarz katolicki przy ulicy Cmentarnej – założony około 1790, służy bialskiej parafii Opatrzności Bożej, w praktyce główna historyczna nekropolia katolicka dla Białej
- Dwór Thomkego – klasycystyczny zajazd i dom spedycyjny wzniesiony pod koniec XVIII wieku przez Johanna Thomkego i do 1857 zarządzany przez jego potomków; okres świetności przeżywał w pierwszej połowie XIX wieku wykorzystując korzystne położenie przy skrzyżowaniu dwóch szós cesarskich (obecne ulice 11 Listopada/Krakowska oraz Żywiecka); później przejęty przez Juliusa Köntzera i nazywany również „dworem Köntzera” czy „Köntzerówką”; pełnił na przestrzeni lat różne funkcje mieszkalne (m.in. od 1864 mieszkał tu Peter Michal Bohúň), przemysłowe i usługowe, obecnie siedziba banku; zabudowania na tyłach wyburzono w latach 70. XX wieku w związku z budową ulicy Lwowskiej;

- historyczne kompleksy fabryczne:
  - dawna gorzelnia i likiernia Jacoba Grossa rozbudowywana od 1849, po II wojnie światowej część bielskiego Polmosu; w latach 2019–2021 zrewitalizowana z przeznaczeniem na lofty pod nazwą handlową Manufaktura Grossa; charakterystyczny budynek główny pochodzi z lat 80. XIX wieku (Stojałowskiego 61)
  - dawna gorzelnia i likiernia Adolfa Fränkela rozbudowywana od 1852, obecnie siedziba Automobilklubu Beskidzkiego i Muzeum Motoryzacji (Kazimierza Wielkiego 1)
  - dawna fabryka sukna Teodora Zagórskiego założona w 1870, później należąca m.in. do Emila Schirna, Theodora Pollaka (jako fabryka fezów) i Samuela Tugendhata, a po II wojnie światowej funkcjonująca jako Zakłady Przemysłu Wełnianego WEGA, obecnie zaadaptowana na różne cele usługowe; zachowały się pierwotne zabudowania z lat 70. XIX wieku (Żywiecka 13, róg Cmentarnej)
- dawna szkoła niemiecka towarzystwa Deutsche Schulverein – budynek z elewacją z czerwonej cegły wybudowany według projektu Emanuela Rosta juniora w 1891, po 1928 siedziba Miejskiej Szkoły Ogrodniczej, obecnie prywatne przedszkole (Lipnicka 34)

- Beskidzkie Centrum Onkologii – dawny szpital powiatowy wybudowany w latach 1908–1910, zabudowania o cechach neobarokowych i secesyjnych (Wyzwolenia 18)

Do „miejskiej części Lipnika” należy zwarta zabudowa kamieniczna końcowego odcinka ulicy 11 Listopada, w tym:
- nr 63 – dawny dom spedycyjny z początku XIX wieku z rozległym zespołem oficyn; mieszkał tu i w jednej z oficyn (63b) prowadził prywatny dom modlitwy Aron Halberstam, lider bialskich chasydów od 1889
- nr 82 – neobarokowa kamienica z 1880 wybudowana dla Arnolda Grossa (syna Jacoba), właściciela sąsiadującej z kamienicą gorzelni i likierni
- nr 88 – dawny zajazd Theodora Gany z I połowy XIX wieku; w okresie międzywojennym nazywany Domem Katolickim, był siedzibą Konsumu Chrześcijańskiego i Drukarni Polskiej; w pobliżu tego właśnie budynku doszło do tragicznych zajść 23 kwietnia 1890, w których zginęło 11 protestujących robotników

W najszerszym sensie jako lipnickie zabytki można potraktować również stare kompleksy fabryczne przy ulicy Komorowickiej, budynek stacji kolejowej Bielsko-Biała Wschód, cmentarz żołnierzy radzieckich przy ulicy Lwowskiej, wille z okresu międzywojennego przy ulicy Żywieckiej i w sąsiadujących z nią kwartałach, Dom Żołnierza przy ulicy Broniewskiego czy wybudowane w latach 50. XX wieku osiedle Grunwaldzkie z architekturą o cechach socrealistycznych.

## Urodzeni w Lipniku

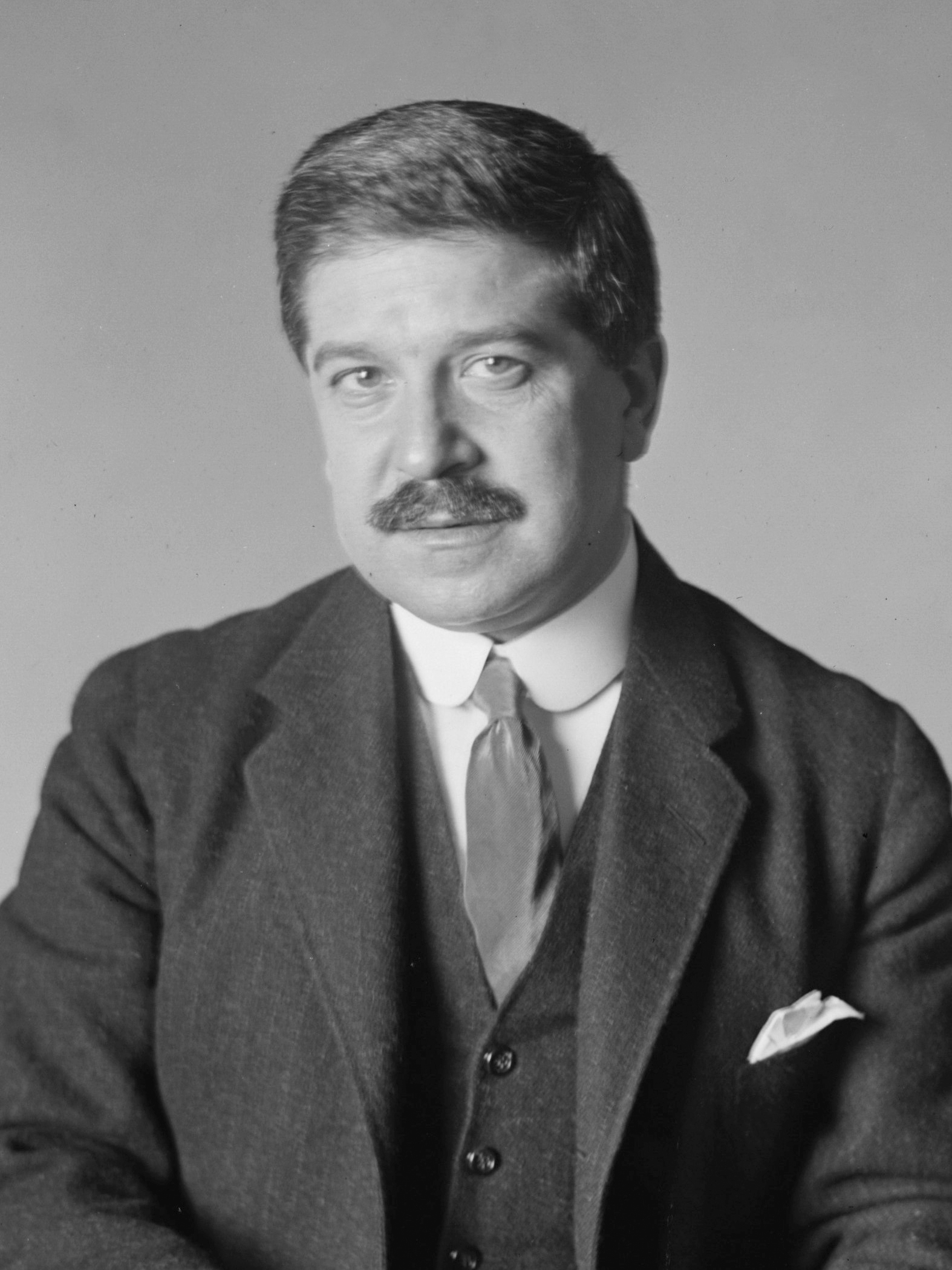
Artur Schnabel

- Franciszek Ksawery Fuchs (1798–1885) – przemysłowiec, założyciel pierwszej fabryki czekolady w Warszawie
- Amalia Krieger (1846–1928) – fotografka
- Josef Lampa (1893–1977) – działacz polityczny, pierwszy burmistrz Morawskiej Ostrawy po zakończeniu II wojny światowej
- Jan Niedziołek (1894–1971) – porucznik żandarmerii Wojska Polskiego
- Egon Riss (1901–1964) – architekt związany z Wiedniem, a następnie Szkocją
- Marian Ruzamski (1889–1945) – malarz
- Artur Schnabel (1882–1951) – pianista i kompozytor
- Zdzisław Truskolaski (1899–1949) – malarz, przedstawiciel ekspresjonizmu, Sprawiedliwy wśród Narodów Świata
- Johannes Volkelt (1848–1930) – filozof, przedstawiciel neokantyzmu
- Karol Wojtyła senior (1879–1941) – żołnierz C.K. Armii i Wojska Polskiego, ojciec papieża Jana Pawła II
  - z Lipnika pochodziła również jego matka i babcia późniejszego papieża, Anna Marianna z domu Przeczek (1853–1881)